# Tram ATM serie 124-128
Le vetture serie 124 ÷ 128 dell'ATM di Milano erano una serie di elettromotrici progettate per il traino di treni locali sulle linee tranviarie interurbane milanesi.

## Storia
Nel 1942, l'ATM commissionò alle OMS la costruzione di 5 vetture, con il compito di trainare i treni locali della Milano-Monza; erano denominate "littorine" e riprendevano la struttura delle vetture 116 ÷ 123 del 1937, ma con un nuovo disegno della cassa, più moderno, filante e aerodinamico, tanto da essere considerate come le più belle motrici del parco tranviario interurbano dell'ATM. Anche questa volta, come era successo negli anni precedenti con le altre littorine (Breda 110-115 e OEFT 116-123) si rinunciò all'intercomunicazione, visto che si prevedeva un impiego come unità isolate, in quanto in esercizio su linee locali..
Inizialmente furono poste in servizio sulla Milano-Monza e sulle sue relative diramazioni, ed anche sulla Monza-Carate; in quest'ultima venivano impiegate nelle ore di punta, sostituendo le motrici ad aderenza parziale che normalmente prestavano servizio, in quanto la loro prestazione subiva forti limitazioni, soprattutto sul sovrappasso della ferrovia a Macherio e sulla rampa d'accesso a Carate Brianza.
Quando nel 1966 venne soppressa la Milano-Monza, le unità 126 e 127, dopo un accantonamento presso il deposito di Monza Borgazzi, vennero demolite, mentre le restanti furono poste in servizio sul locale Milano-Milanino della Tranvia Milano-Carate/Giussano ed assegnate al deposito di Messina.. Nella prima metà degli anni '80 vennero dotate di pantografi monobraccio in sostituzione dei vecchi trolley. 
Nel 1999, con l'arretramento del capolinea Milanese della Milano-Carate/Giussano, ormai limitata a Desio, e con la chiusura del ramo per Milanino, le littorine OMS vennero ritirate dal servizio e usate solamente come mezzi di servizio all'interno del deposito di Desio.
Nei primi anni duemila l'unità 125 venne demolita, mentre la 128 fu venduta ad un privato (ora essa si trova al Moto Club Saronno di Uboldo, in provincia di Varese), pertanto l'unico esemplare di proprietà ATM risulta essere la 124, accantonata al deposito di Precotto;
quest'ultima è stata protagonista di un particolare evento il 9 maggio 2004, anziché i treni bloccati serie 500 e 800 sulla Milano-Desio ha prestato servizio proprio la 124, allora appena restaurata.

## Livree
Le "OMS" entrarono in servizio con la livrea a due toni di verde ma con il tetto scuro, applicata in periodo bellico a tutti i mezzi di trasporto interurbani. Quando finì la guerra il tetto venne ricolorato con il tono di verde più chiaro della vettura, quello posto nella parte superiore a livello dei finestrini. I colori erano applicati secondo un caratteristico disegno a scudo sui frontali, tipico delle vetture tranviarie extraurbane dell'ATM.

Nel 1985 le tre vetture ancora esistenti (124, 125 e 128) vennero ridipinte in "arancio ministeriale" con banda nera.